# حسيكة بيكية
حسيكة بيكية (الاسم العلمي:Bidens beckii) هي نوع من النباتات تتبع جنس الحسيكة من الفصيلة النجمية.